# Nicolás María Rubió Tudurí
Nicolás María Rubió Tudurí (Mahón, 5 de febrero de 1891 - Barcelona, 4 de mayo de 1981) fue un arquitecto, diseñador de jardines, urbanista y escritor español.

## Biografía
Hijo del ingeniero militar Mariano Rubió Bellver y de María Tudurí Monjo, era sobrino del arquitecto Juan Rubió, así como hermano del ingeniero Santiago Rubió Tudurí y del diputado Mariano Rubió Tudurí. En 1897 su familia se estableció en Barcelona. Se graduó en 1915 en la Escuela de Arquitectura de Barcelona, donde fue discípulo de Francesc d'Assís Galí y de Jean-Claude Nicolas Forestier. Después fue profesor de arquitectura de jardines en la Escuela Superior de Bellos Oficios de la Mancomunidad de Cataluña y en 1917 fue nombrado director de Parques y jardines de Barcelona, cargo en el que estuvo hasta 1937. En 1920 fue nombrado arquitecto municipal de Esplugas de Llobregat, así como director de la revista Civitas.

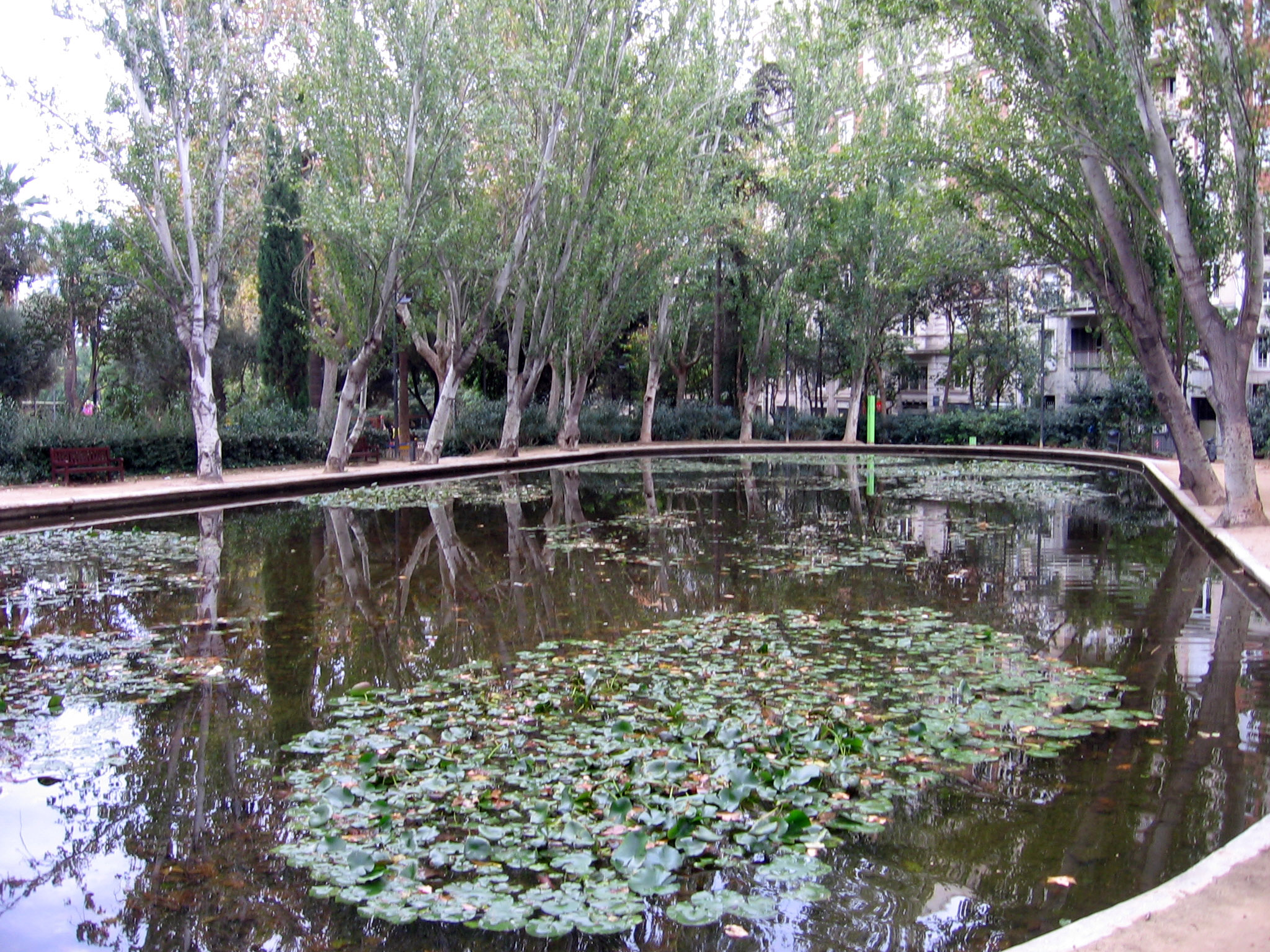
Turó Park.

Durante varios años colaboró con Forestier, principalmente en el ajardinamiento de la montaña de Montjuïc. Con el paisajista francés realizó un conjunto de marcado carácter mediterráneo y de gusto clasicista, centrado en la constitución de los Jardines de Laribal (1917-1924) y de Miramar (1919-1923). El equipo formado por Forestier y Rubió dejó varias realizaciones más en la ciudad, como el ajardinamiento de la Plaza de Armas del Parque de la Ciudadela (1915) y el Parque del Guinardó (1918).
Rubió Tudurí fue uno de los máximos representantes del novecentismo, un movimiento de renovación de la cultura que pretendía acercarla a las innovaciones producidas en el recién estrenado siglo XX, y que contrariamente a los valores nórdicos que defendía el modernismo propugnaba el retorno al mundo mediterráneo, a la cultura clásica grecolatina. En su faceta como director de Parques y Jardines fue el principal promotor del «jardín mediterráneo», lo que se denota en obras suyas como los jardines de la plaza Francesc Macià (1925), el Parque de la Font del Racó (1926), los jardines del Palacio Real de Pedralbes (1927) y los del Turó Park (1933). En 1933 fundó la Escuela Municipal de Aprendices Jardineros,  actual Instituto de Educación Secundaria Municipal Rubió Tudurí. En 1926 propuso con el texto El problema de los espacios libres —presentado en el XI Congreso Nacional de Arquitectos— la colocación de una serie de espacios verdes en forma de semicírculos concéntricos entre los ríos Besós y Llobregat, a todo lo largo de la sierra de Collserola, con pequeños enclaves en la parte interior de la ciudad al estilo de los squares londinenses; lamentablemente, el proyecto no fue ejecutado, excepto en pequeñas porciones.
Como arquitecto, en 1922 participó en el diseño del pabellón de Radio Barcelona en el Tibidabo, e introdujo en Cataluña las tendencias de Le Corbusier. Entre 1922 y 1936 construyó la Iglesia de Santa María Reina en Pedralbes (Barcelona), una filial del Monasterio de Montserrat, donde denota una cierta influencia estilística basada en el Renacimiento italiano, principalmente en el arquitecto Filippo Brunelleschi.
Cuando se celebró la Exposición Internacional de Barcelona de 1929 le encargaron los hoteles de la Plaza de España, donde alternó el clasicismo con el uso del ladrillo visto, y aprovechó la Exposición para presentar con R. Argilés el proyecto Barcelona futura, donde potenciaba el crecimiento natural. Entre 1927 y 1929 fue ayudante de Joaquim Llansó en las obras de urbanización de la Plaza de Cataluña. En 1932 participó en el Primer Congreso de Arquitectos de Lengua Catalana en la ponencia de política urbanística.
En 1932 la Generalidad de Cataluña le encargó un proyecto de planificación regional (regional planning); como resultado publicó, con su hermano Santiago, un Plan de Distribución en Zonas del Territorio Catalán. Simultáneamente, en 1934 construyó el edificio de la Metro Goldwyn Mayer en Barcelona. También publicó artículos sobre arquitectura en D'Ací i d'Allà, Revista de Catalunya, Mirador, La Publicitat y Arquitectura i Urbanisme.
Exiliado en París durante la guerra civil española, el 23 de junio de 1938 hizo gestiones en Londres como delegado de la Generalidad de Cataluña con Josep Maria Batista i Roca para conseguir firmar un armisticio que aislase Cataluña de una España que veía ya en manos de Franco. No volvió del exilio hasta 1946, y desde entonces hasta su muerte trabajó en el ámbito privado. En esta segunda etapa de su obra su estilo en jardinería se distanció del mediterraneísmo influido por Forestier de sus primeras realizaciones, que fue sustituido por un paisajismo cosmopolita de influencia estadounidense, que busca la máxima apariencia natural en el paisaje, como se denota en jardines como los realizados para Edmundo Bebié (1950), Ramón Rovira (1953), el Castillo de la Luz en Las Palmas de Gran Canaria (1956), los Jardines Bertran i Güell (1962), los del Hotel Cap Sa Sal en Bagur (1963), los Jardines de Jaume Vicens i Vives (1967), los de la Plaza de Gaudí (1981), etc.
En 1977 el Ayuntamiento de Barcelona le encargó la urbanización de la Plaza de Gaudí, frente a la fachada del Nacimiento de la Sagrada Familia. Este fue su trabajo póstumo, puesto que Rubió Tudurí falleció cuatro meses antes de la inauguración de los nuevos jardines, en septiembre de 1981.
En 1989 fue declarado hijo predilecto de Mahón a título póstumo.

## Obras

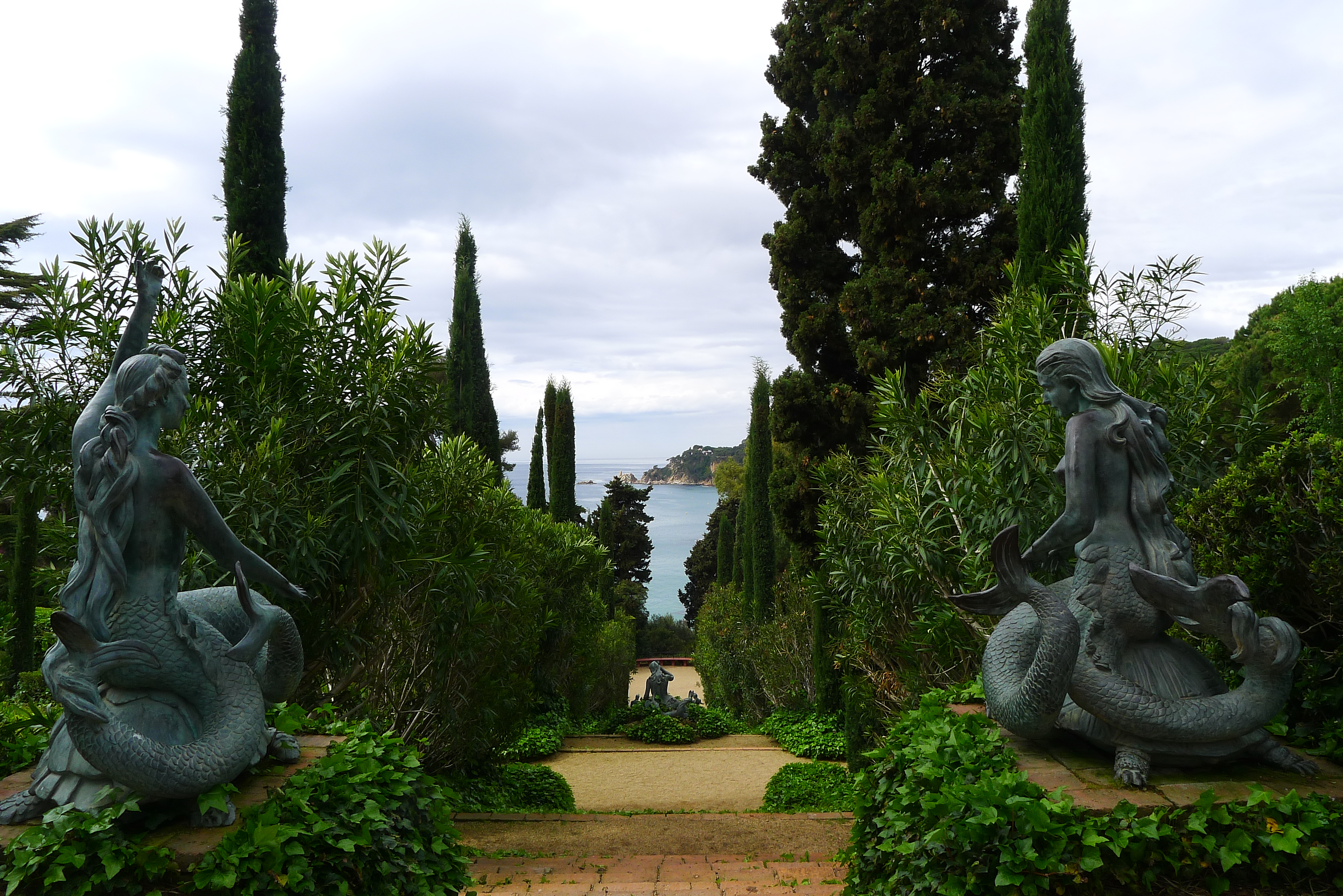
Jardín de Santa Clotilde, Lloret de Mar.

### Diseño de jardines
- Vivero de Can Borni (1917-1923), Barcelona.
- Jardín Botánico Santa Clotilde (1919), Lloret de Mar. (Concebido e inspirado por el I Marqués de Roviralta de Santa Clotilde, don Raúl Roviralta y Astoul).
- Jardines de la Plaza de la Sagrada Familia (1922), Barcelona.
- Parque de la Font del Racó (1922-1928), Barcelona.
- Jardines de la Plaza de Letamendi (1923), Barcelona.
- Jardines de la Plaza Francesc Macià (1925), Barcelona.
- Jardines del Palacio Real de Pedralbes (1925-1927), Barcelona.
- Jardines de Salvador Espriu (1929), Barcelona.
- Jardines del Turó Park (1933), Barcelona.
- Parque del Turó de la Peira (1936)
- Jardín de Edmundo Bibié (1950), Barcelona.
- Jardín de Eduard Rosa (1951), Barcelona.
- Club de golf en el Hotel Catalina de Las Palmas (1952).
- Jardín de Ramon Rovira (1953), Llavaneres.
- Jardín del Hotel El Mizah (1953), Tánger.
- Jardín de Josep Serratosa (1954), Valencia.
- Parque del Hotel Playa de La Fosca (1955), Palamós.
- Jardín de Joan Botey (1956), Formentor.
- Jardín del Castillo de la Luz en Las Palmas de Gran Canaria (1956).
- Jardín del Barón de Viver (1957), Argentona.
- Jardín Milans del Bosch (1957), La Moraleja, Madrid.
- Jardín de José Soler Burgos (1959), Torrente (Valencia).
- Jardín-terraza El Albergue (1960), Sitges.
- Jardín de Max Cahner (1961), Barcelona.
- Jardín del Hotel de Mar (1962), Palma de Mallorca.
- Jardines Bertran i Güell (1962), Barcelona.
- Jardín del Hotel Cap Sa Sal (1963), Bagur.
- Jardín pabellón Eduard Rosa (1964), Calella de Palafrugell.
- Jardín Marqués de Larios (1965), Los Llanos, Albacete.
- Jardín del Parador Nacional de Turismo de Jávea (1965).
- Jardines de Jaume Vicens i Vives (1967), Barcelona.
- Jardín de Felip Gaspard (1968), Valldemosa.
- Jardines de la plaza de Gaudí, frente a la Sagrada Familia (1981).

### Edificios
- Pabellón de Ràdio Barcelona (1922-1929), Barcelona.
- Iglesia de Santa María Reina (1922-1936), Barcelona.
- Hoteles de la Plaza de España (1929), Barcelona.
- Urbanización La Ducanada (1932), Alcudia.
- Edificio de Metro Goldwyn Mayer (1934), Barcelona.
- Edificio de viviendas de la calle Muntaner (1934), Barcelona.
- Edificio de la Fundación Textil Algodonera (1959) (Hotel Cotton House desde 2015), Barcelona. 5000 metros cuadrados sobre el Palacete Boada de 1879.

### Libros
- Caceres a l'Àfrica tropical (1926).
- Diàlegs sobre l'arquitectura (1927).
- Jardines de Barcelona (1929).
- Sahara-Níger (1932).
- Un sospir de llibertat (1932).
- El jardí meridional (1934).
- Cacera en el no-res (1954).
- Viatges i caceres a l'Àfrica negra (1960).
- El jardí obra d'art (1960).
- No ho sap ningú (1961).
- Ulisses a l'Argòlida (1962).
- El templo egipcio y la divinidad animal (1965).
- Un crim abstracte o el jardiner assassinat (1965).
- Del paraíso al jardín latino (1981).